# Gallacoccus spinigalla
Gallacoccus spinigalla är en insektsart som beskrevs av Sadao Takagi 2001. Gallacoccus spinigalla ingår i släktet Gallacoccus och familjen filtsköldlöss. Inga underarter finns listade i Catalogue of Life.